# Imir (księżyc)
Imir (Saturn XIX) – jeden z zewnętrznych księżyców Saturna.
Jego nazwa pochodzi z mitologii nordyckiej, podobnie jak pozostałych księżyców (oprócz Febe) z grupy nordyckiej księżyców nieregularnych, poruszających się ruchem wstecznym. Imir to imię pierwszego olbrzyma, który był przodkiem całej rasy lodowych olbrzymów.
Księżyc ten krąży tak daleko od Saturna i jest tak niewielki, że jego jasność obserwowana z powierzchni  gazowego olbrzyma Saturna wynosi zaledwie 12,1 mag, czyli nie byłby on stamtąd dostrzegalny gołym okiem. Jest on najprawdopodobniej przechwyconą planetoidą, która być może kiedyś powróci na orbitę okołosłoneczną.